# ريتشي مكدونالد
ريتشي مكدونالد (بالإنجليزية: Richie McDonald)‏ هو مغن مؤلف وعازف بيانو أمريكي، ولد في 6 فبراير 1962 في لوبوك في الولايات المتحدة.

## وصلات خارجية
- الموقع الرسمي
- ريتشي مكدونالد على موقع IMDb (الإنجليزية)
- ريتشي مكدونالد على موقع ميوزك برينز (الإنجليزية)
- ريتشي مكدونالد على موقع أول ميوزيك (الإنجليزية)
- ريتشي مكدونالد على موقع ديسكوغز (الإنجليزية)